# Rio Bolvaşniţa Mare
O Rio Bolvaşniţa Mare é um rio da Romênia afluente do Rio Bolvaşniţa, localizado no distrito de Caraş-Severin.